# Raymond Smullyan
Raymond Smullyan, född 25 maj 1919, död 6 februari 2017, var en amerikansk matematiker och logiker.

## Logiska pussel
Smullyan var författare till många logiska pussel, bland annat "Knights and Knaves". Han bidrog även till "The Hardest Logical Puzzle Ever". 1996 publicerades det en artikel av den amerikanske logikern George Boolos med titeln "The Hardest Logical Puzzle Ever" i Harvard Review of Philosophy . Grunden till Pusslet är utformat av Smullyan, och enligt Boolos fanns det inga andra utmanare till titeln "The Hardest Logical Puzzle Ever".